# 477 (số)
477 (bốn trăm bảy mươi bảy) là một số tự nhiên ngay sau 476 và ngay trước 478.